# Goryphus areolaris
Goryphus areolaris là một loài tò vò trong họ Ichneumonidae.